# Asiatisk-amerikanere
Asiatisk-amerikanere eller asiatiske amerikanere er amerikanere af asiatisk oprindelse. Udtrykket refererer til en panetnisk gruppe, som inkluderer diverse befolkningsgrupper, der har forfædre i Østasien, Sydøstasien eller Sydasien, som defineret af United States Census Bureau. Det inkluderer folk der indikerer deres race(r) som "Asian" eller rapporterede angivelser som "Asian Indian, Chinese, Filipino, Korean, Japanese, Vietnamese og Other Asian". Asiatisk-amerikanere uden andre etniske oprindelser udgør 4,8 % af USA's befolkning, mens folk der alene er asiatisk eller kombineret med andre etniske oprindelser udgør 5,6 %. Der er 18,2 mio. asiatisk-amerikanere i USA.
Til trods for at migranter fra Asien har været en del af det moderne USA siden 1600-tallet, så begyndte immigration i stor-skala fra Asien først i midten af 1700-tallet. Nativistiske immigrationslove fra 1880'erne - 1920'erne ekskluderede forskellige asiatiske grupper, til sidst blev næsten al asiatisk immigration til kontinental USA forbudt. Efter at immigrationslovene blev reformeret fra 1940'erne - 1960'erne, de nationale oprindelseskvoter blev afskaffet, og asiatisk immigration steg hurtigt. Analyser fra 2010 census har vist at asiatisk-amerikanere er den hurtigst voksende race eller etniske gruppe i USA.
Fra begyndelsen af 2000'erne begyndte asiatisk-amerikaneres indkomster at overstige alle andre racegrupper. For eksempel havde asiatisk-amerikanere i 2008 den højeste gennemsnitlige husstandsindkomst i USA. I 2012 havde asiatisk-amerikanere det højest opnåede uddannelsesniveau og gennemsnitlige husstandsindkomst i USA.
Til trods for dette, så viser en rapport fra US Census Bureau i 2014 at 12 % af asiatisk-amerikanere levede under fattigdomsgrænsen, mens kun 10,1 % ikke-Hispanic hvide amerikanere levede under fattigdomsgrænsen. Når fødelande og andre demografiske faktorer tages med i beregning så er asiatisk-amerikanere hverken mere eller mindre fattige end ikke-hispanic hvide.